# Чуаньин
Чуаньи́н (кит. упр. 船营, пиньинь Chuányíng) — район городского подчинения городского округа Гирин провинции Гирин (КНР). Это политический, экономический и культурный центр Гирина, именно здесь находится исторический центр Гирина. Название составлено из иероглифов «судно, корабль» и «казармы, военный лагерь».

## История
Эти места были населены с древнейших времён. Две тысячи лет назад здесь располагалась столица государства Пуё — один из самых первых городов в Маньчжурии. Во времена государства Бохай здесь находился один из непосредственно подчинявшихся монарху районов страны. После того, как Бохай было завоёвано киданями, в этих местах разместилась Восточная столица основанной ими империи Ляо. Когда в XII веке империя киданей была уничтожена чжурчжэнями, в этих местах была одна из станций маршрута, соединявшего Верхнюю столицу империи Цзинь с Центральной столицей.
В начале XV века евнух Ишиха по заданию императорского двора совершил несколько экспедиций вниз по Сунгари, которые стартовали из этих мест, так как именно здесь строились для них речные суда. В 1656 году по приказу Цинского императорского двора здесь была построена судоверфь, а затем и казармы для тренировки войск речному бою. В связи с обострением русско-цинского пограничного конфликта с 1673 года здесь по приказу фудутуна Нингуты началось строительство городских стен, а с 1676 года здесь разместилась ставка нингутинского цзянцзюня — так возник город Гирин-ула.
Район Чуаньин в составе города Гирин был создан 1 апреля 1936 года.

## Административное деление
Район Чуаньин делится на 11 уличных комитетов, 3 посёлка и 1 волость.

## Соседние административные единицы
Район Чуаньин граничит со следующими административными единицами:
- Район Чанъи (на севере)
- Район Лунтань (на северо-востоке)
- Район Фэнмань (на юго-востоке)
- Уезд Юнцзи (на юге)
- Город субпровинциального значения Чанчунь (на западе)